# RituAlive
 (août 2024).
Si vous disposez d'ouvrages ou d'articles de référence ou si vous connaissez des sites web de qualité traitant du thème abordé ici, merci de compléter l'article en donnant les références utiles à sa vérifiabilité et en les liant à la section « Notes et références ».
Albums de Shaman
Ritual
(2002) Reason
(2005)
RituAlive est le premier CD/DVD live du groupe brésilien Shaman.

## Liste des morceaux
Les pistes de ce CD/DVD sont :

### CD
1. "Ancient Winds" – 3:10
2. "Here I Am" – 6:27
3. "Distant Thunder" – 6:27
4. "For Tomorrow" – 6:44
5. "Time Will Come" – 5:23
6. "Over Your Head" – 7:21
7. "Fairy Tale" – 6:44
8. "Blind Spell" – 4:26
9. "Ritual" – 6:18
10. "Sign of the Cross" (reprise d’Avantasia) – 3:59
11. "Pride" – 4:17
12. "Eagle Fly Free" (reprise de Helloween) – 5:30
13. "Carry On" (vidéo live bonus, reprise de Angra) – 5:37

### DVD
1. "Ancient Winds" – 3:08
2. "Here I Am" – 6:30
3. "Distant Thunder" – 6:31
4. "For Tomorrow" – 6:50
5. "Time Will Come" – 5:17
6. "Lisbon" – 6:43
7. "Guitar Solo" – 1:34
8. "Drum Solo" – 3:01
9. " Over Your Head" – 7:01
10. "Piano Solo" – 2:05
11. "Fairy Tale" – 6:48
12. "Blind Spell" – 4:24
13. "Ritual" – 6:19
14. "Sign of the Cross" (reprise d’Avantasia) – 4:02
15. "Pride" – 4:18
16. "Carry On" (reprise de Angra) – 5:39
17. "Eagle Fly Free" (reprise de Helloween) – 5:28
18. "Lasting Child" (reprise de Angra) – 2:49

## Formation
- Andre Matos - Chants, piano et claviers
- Hugo Mariutti - Guitare
- Luis Mariutti - Basse
- Ricardo Confessori – Batterie

## Invités
- Fabio Ribeiro - Claviers
- Sascha Paeth - Guitare sur "Sign of the Cross" et "Pride"
- Tobias Sammet - Chant sur "Sign of the Cross" et "Pride"
- Marcus Viana - Violon électrique sur "Over Your Head" et "Fairy Tale"
- George Mouzaiek - Derbak sur "Over Your Head"
- Andi Deris - Chant sur "Eagle Fly Free"
- Michael Weikath - Guitare sur "Eagle Fly Free"